# Жодишковский сельсовет
Жодишковский сельсовет (бел. Жодзішкаўскі сельсавет) — административная единица на территории Сморгонского района Гродненской области Белоруссии. Население на 1 января 2023 года составляет 2 477 человек.

## История
30 июня 2016 года в состав сельсовета вошли 15 населённых пунктов упразднённого Лылойтинского сельсовета.

## Состав
Жодишковский сельсовет включает 68 населённых пункта:
- Айцвилы — деревня.
- Андреевцы — деревня.
- Берёзы — деревня.
- Боровые — хутор.
- Будилки — деревня.
- Буяки — деревня.
- Буянцы — деревня.
- Войниденяты — деревня.
- Гаравишки — хутор.
- Гориденяты — деревня.
- Городьково — хутор.
- Данюшево — деревня.
- Дарище — хутор.
- Девятни — деревня.
- Деновишки — деревня.
- Дексна — хутор.
- Добровляны — деревня.
- Дубатовка — деревня.
- Дубки — деревня.
- Жодишки — агрогородок.
- Заблотье — деревня.
- Завелье — деревня.
- Козеняты — деревня.
- Козярники — деревня.
- Колпея — деревня.
- Копачи — деревня.
- Коробки — деревня.
- Лаповойня — хутор.
- Леоновичи — деревня.
- Лылойти — агрогородок.
- Марковцы — деревня.
- Мель — хутор.
- Михничи — деревня.
- Нестанишки — деревня.
- Новая Рудня — хутор.
- Ортиха — хутор.
- Осинишки — хутор.
- Ошмянец — деревня.
- Пиловойти — хутор.
- Пильцы — деревня.
- Плавушка — хутор.
- Позборцы — деревня.
- Погорье — хутор.
- Поляны — деревня.
- Понижаны — деревня.
- Постарини-III — деревня.
- Працуты — деревня.
- Расло — деревня.
- Римшиненты — деревня.
- Ростишки — хутор.
- Селище — деревня.
- Селятичи — хутор.
- Сентеняты — деревня.
- Соколец — хутор.
- Сосновка — деревня.
- Соченяты — деревня.
- Ставбутево — деревня.
- Станчиненты — деревня.
- Сыроватки — деревня.
- Трилесина — деревня.
- Укропенка — деревня.
- Хведевичи — деревня.
- Хвоецковщина — хутор.
- Хотиловичи — деревня.
- Черняты — хутор.
- Чёрная Лужа — хутор.
- Чёрный Бор — хутор.
- Шимонели — деревня.

## Достопримечательность
- Памятник освободителям «Переправа»[4][5]. Расположен в 4-х километрах от г. Сморгонь, у развилки дорог на Вилейку и Свирь. 18 июля 1976 года в честь освободителей Сморгони была установлена стела с изображением звезды и гвардейского знака, а в 1982 году поставлен памятник — советский танк. В 2020 году на постаменте установлена памятная табличка.